# Chionaema inconclusa
Chionaema inconclusa là một loài bướm đêm thuộc phân họ Arctiinae, họ Erebidae.